# Voivodia de Płock

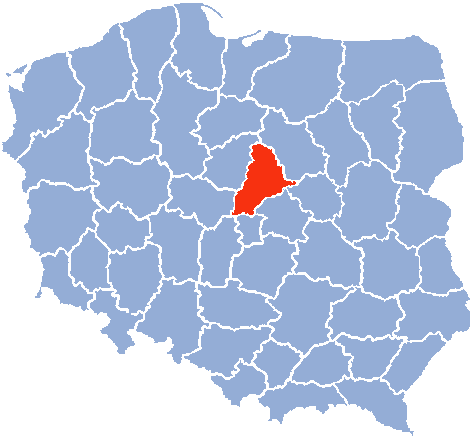
Localização da voivodia de Płock no mapa da divisão administrativa da Polônia em 1975

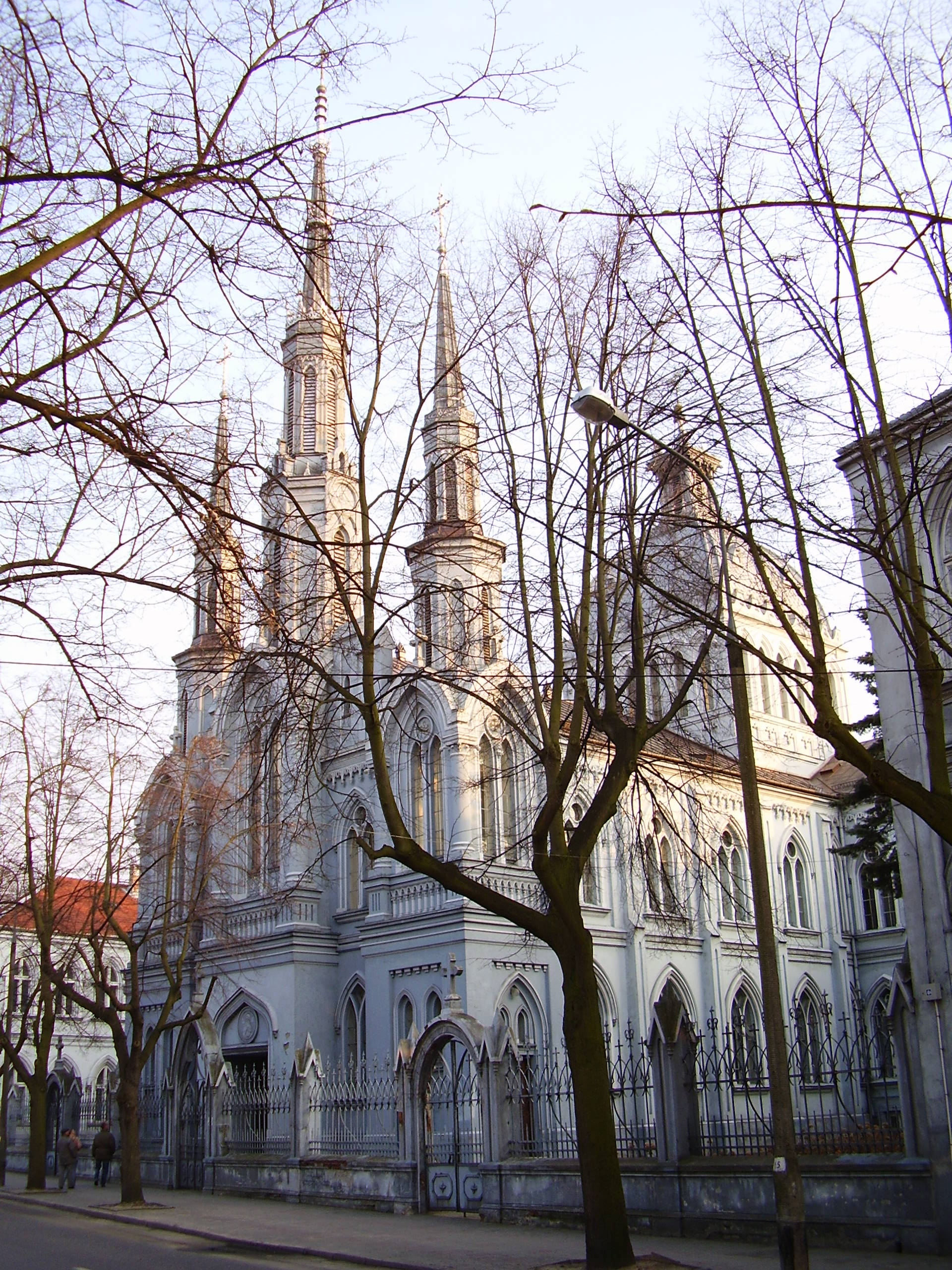
Igreja Mariviata de Płock.

Voivodia de Płock (polonês: województwo płockie) foi uma unidade de divisão administrativa e governo local da Polônia de 1975 até 1998 e anteriormente do século XV até 1795. A mais recente foi substituída pelas voivodias de Łódź e da Mazóvia. 
Sua capital era  Płock.
Principais cidades: (população em 31 de dezembro de 1998):
- Płock – 131 011
- Kutno – 50 592
- Gostynin – 20 435
- Sierpc – 19 857
- Łęczyca – 16 531
- Żychlin – 10 012
- Krośniewice - 4 475
- Gąbin - 4 305
- Drobin - 3 138
- Wyszogród - 2 907

## Voivodia de Płock (século XV-1795)
Voivodia de Płock (polonês: województwo płockie) foi uma unidade de divisão administrativa e governo local no Reino da Polônia do século XV até as partições da Polônia em 1795. Juntamente com as voivodias de Rawa e da Mazóvia formavam a província da Mazóvia.

### Governo municipal
Sede do governo da voivodia (Wojewoda): 
- Płock

### Voivodas
- Stanisław Krasiński (desde 1600)
- Jan Stanisław Karnkowski (1617-1647)
- Jan Kazimierz Krasinski (desde 1650)
- Jan Dobrogost Krasinski (desde 1688)

### Powiaty
- Condado de Płock (powiat płocki)  Płock
- Condado de Bielsk (powiat bielski)  Bielsk
- Condado de Raciąż (powiat raciąski)  Raciąż
- Condado de Sierpc (powiat sierpski)  Sierpc
- Condado de Płońsk (powiat płoński)  Płońsk
- Terra de Zawkrze (ziemia zawkrzeńska)
  - Condado de Szreńsk (powiat szreński)  Szreńsk
  - Condado de Niedzbórz (powiat niedzborski) Niedzbórz
  - Condado de Mława (powiat mławski)  Mława